# Al-Maszrijja
Al-Maszrijja (arab. المشرية, Al-Mashriyyah; fr. Mechéria a. Méchria) – miasto w Algierii, w prowincji An-Na’ama. W 2010 roku liczyło 64 632 mieszkańców.